# Воронино (Рыбинский район)
В Ярославской области есть ещё 7 населённых пунктов с таким названием.
 Воро́нино  — деревня Волжского сельского округа Волжского сельского поселения Рыбинского района Ярославской области .
Деревня расположена непосредственно на южной окраине города Рыбинск, в пределах окружной дороги города. Она стоит на левом, западном берегу реки Уткашь, к северу от окружной дороги. С запада от деревни проходит железная дорога Рыбинск—Ярославль, а севера железнодорожная ветка местного значения, ведущая от станции Рыбинск в микрорайон Копаево, где находится рыбинский порт и многочисленные склады. Основная улица деревни в северном направлении переходит в улицу Оленинская, которая названа по существовавшей здесь ранее деревне Оленино . Выше по течению Уткаши, но уже вне пределов окружной дороги стоят деревни Скородумово и Денисьево. В окрестностях деревни с запада (за железнодорожной веткой) и с востока (на другом берегу Уткаши) многочисленные садовые товарищества .
Деревня Воронина указана на плане Генерального межевания Рыбинского уезда 1792 года.
На 1 января 2007 года в деревне числилось 11 постоянных жителей . Деревня приведена в списке обслуживания одновременно двух почтовых отделений Рыбинск-8  и Ермаково-1. Почта обслуживает в деревне 35 домов .